# Roses Are Red (Aqua)
Roses Are Red è un singolo del gruppo musicale bubblegum pop Aqua, pubblicato il 16 settembre 1996 dalle etichette discografiche MCA e Universal nei paesi scandinavi e l'anno successivo in tutta l'Europa.
È stato il primo singolo pubblicato dal gruppo con il nome definitivo Aqua, dopo un tentativo di scarso successo con il brano Itsy Bitsy Spider, accreditato come Joyspeed.
Scritto da Søren Rasted, Claus Norreen, René Dif, Lene Nystrøm, Peter Hartmann e Jan Langhoff e prodotto da questi ultimi due, il brano è stato estratto dall'album di debutto del complesso, Aquarium. In seguito al grande successo di questa canzone, unitamente alle vendite del brano, l'etichetta discografica ne ha permesso una pubblicazione internazionale; questo singolo è stato quindi ripubblicato in versione europea nel corso del 1997, pur non risultando uno dei singoli principali del gruppo come invece accaduto in Norvegia e Svezia, dove ha raggiunto notevoli risultati nelle classifiche di vendita. Il ritornello del brano richiama la celebre filastrocca inglese Roses Are Red.

## Tracce
Promo - 12" Maxi (MCA WMCST 40114)
1. Roses Are Red (Club Version) – 7:00
2. Roses Are Red (Club Edit) – 4:14
3. Roses Are Red (Disco 70' Mix) – 3:17

12" Maxi (ZAC ZAC 132)
1. Roses Are Red (Original Version) – 3:43
2. Roses Are Red (Extended Version) – 5:58
3. Roses Are Red (Club Version) – 7:00
4. Roses Are Red (Disco 70' Mix) – 3:17

Promo - 12" Maxi (MCA MCA 85007)
1. Roses Are Red (Extended Version) – 5:58
2. Roses Are Red (Club Version) – 7:00
3. Roses Are Red (Radio Edit) – 3:43
4. Roses Are Red (Club Edit) – 4:14
5. Roses Are Red (Disco 70' Mix) – 3:17

12" Maxi (Do It Yourself Entertainment DO IT 22-98)
1. Roses Are Red (Original Mix) – 3:43
2. Roses Are Red (Extended Version) – 5:58
3. Roses Are Red (Radio Edit) – 3:45
4. Roses Are Red (Club Version) – 7:00
5. Roses Are Red (Club Edit) – 4:14
6. Roses Are Red (Disco '70 Mix) – 3:17

CD-Maxi (MCA MCD 85007 [dk])
1. Roses Are Red (Radio Edit) – 3:33
2. Roses Are Red (Original Version) – 3:43
3. Roses Are Red (Extended Version) – 5:59
4. Roses Are Red (Club Version) – 7:01
5. Roses Are Red (Club Edit) – 4:14
6. Roses Are Red (Disco 70' Mix) – 3:19
7. Roses Are Red (Radio Instrumental) – 3:34

Promo - CD-Maxi (MCA Victor ICD-152)
1. Roses Are Red – 3:43
2. Roses Are Red (Radio Edit) – 3:33
3. Roses Are Red (Disco 70' Mix) – 3:17

CD-Single (Universal UMD-87118)
1. Roses Are Red (Radio Edit) – 3:33
2. Roses Are Red (Album Version) – 3:43

CD-Maxi (Universal MVCE-9001 (UMG)
1. Roses Are Red (Album Version) – 3:44
2. Roses Are Red (Radio Edit) – 3:33
3. Roses Are Red (Instrumental) – 3:44

## Classifiche

### Classifiche settimanali
| Classifiche (1996-97) | Posizione massima |
| --------------------- | ----------------- |
| Norvegia              | 2                 |
| Svezia                | 5                 |

### Classifiche di fine anno
| Classifica (1997) | Posizione |
| ----------------- | --------- |
| Svezia            | 24        |